# Archief van Henry Morton Stanley
Het archief Henry Morton Stanley bevat honderden manuscripten geschreven of verzameld door Brits journalist en ontdekkingsreiziger Henry Morton Stanley (1841-1904) en bevindt zich in het Koninklijk Museum voor Midden-Afrika (KMMA).

## Totstandkoming
Het Stanley-archief werd na de dood van Henry Morton Stanley nog jarenlang bewaard op het familiedomein Furze Hill in Groot-Brittannië. Het KMMA was natuurlijk erg geïnteresseerd in de nalatenschap van Stanley. Door bemiddeling van directeur Frans Olbrechts ontving het museum in 1954 van Stanley's stiefzoon een schenking van ongeveer driehonderd voorwerpen. Het was dankzij de goede contacten tussen de familie en het museum dat de Generale Maatschappij in 1982 de nagelaten papieren kon aankopen. Zij werden in 1987 ondergebracht in het speciaal daarvoor ingerichte 'Stanleypaviljoen' naast het KMMA.
In 2000 doken nog vier dozen met archiefmateriaal op in Furze Hill. Ditmaal zorgde de Koning Boudewijnstichting voor de verwerving ervan, dankzij haar Erfgoedfonds. Toen in 2002 en 2003 de inboedel van Furze Hill werd geveild, kon de Koning Boudewijnstichting nog aanvullende stukken kopen. Vervolgens schonk de Generale Maatschappij in 2003 zijn deel van het archief aan de Koning Boudewijnstichting, zodat het archief integraal in bruikleen kon worden gegeven aan het KMMA. Daar werden ze verenigd met de stukken met betrekking tot Stanley die het museum ondertussen in zijn bezit had kunnen krijgen.

## Inhoud
In 2005 werd een inventaris van het archief voltooid. De verschillende deelcollecties werden hierin samengebracht. De dagboeken en notitieboekjes, brieven, manuscripten en andere stukken in het archief bieden informatie over de vier expedities die Stanley ondernam:
1. zoektocht naar Livingstone
2. transcontinentale expeditie
3. opdrachten onder Leopold II
4. reddingsoperatie voor Emin Pasha

Daarnaast getuigt de inhoud ook van zijn betrokkenheid met de Zuidelijken tijdens de Amerikaanse Burgeroorlog. Het archief bevat brieven van onder meer  koningin Victoria, Bismarck, Chamberlain, Gladstone, Baden Powell, Auguste Rodin, Ferdinand de Lesseps, Mark Twain, Georges Bernard Shaw, Cecil Rhodes en Livingstone. 
Het archief bevat ook stukken van Dorothy Tennant, kunstenares en vrouw van Stanley.